# Choerades potanini
Choerades potanini là một loài ruồi trong họ Asilidae. Choerades potanini được Lehr miêu tả năm 1991. Loài này phân bố ở vùng Cổ Bắc giới và châu Á.